# The Little Girl Who Lives Down the Lane
The Little Girl Who Lives Down the Lane (bra: A Menina do Fim da Rua; prt: A Garota do Fim da Rua) é um filme franco-canadense lançado em 1976, baseado no livro homônimo de Laird Koenig (também autor do roteiro). Com direção de Nicolas Gessner, tem como protagonistas a atriz Jodie Foster e o ator Martin Sheen.

## Sinopse
O filme conta história de Rynn Jacobs (Foster), uma garota inglesa de 13 anos que, supostamente, mora com o pai poeta em uma cidade da Nova Inglaterra (EUA).